# Károlos Papúlias
Károlos Papúlias, no alfabeto grego: Κάρολος Παπούλιας GCIH (Janina, 4 de junho de 1929 — 26 de dezembro de 2021) foi um político grego que serviu como presidente de seu país de 2005 até 2015.
A 22 de agosto de 1983, foi agraciado com a Grã-Cruz da Ordem do Infante D. Henrique de Portugal.

## Morte
Papúlias morreu em 26 de dezembro de 2021, aos 92 anos de idade.